# Półwysep Bałkański

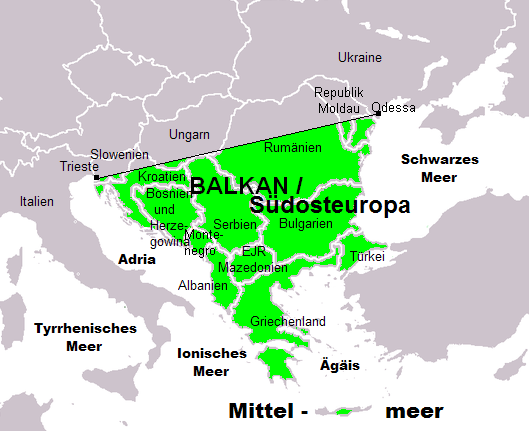
Półwysep Bałkański jako region na południe od linii Triest – Odessa

Historia Bałkanów od 1800 do 2008

Półwysep Bałkański, skrótowo Bałkany – półwysep w Europie Południowej. Jego granice wyznacza od zachodu Morze Adriatyckie i Morze Jońskie, od wschodu Morze Czarne i Morze Marmara (cieśniny Bosfor i Dardanele), od południowego wschodu Morze Egejskie. Północna granica półwyspu ma charakter umowny. Zgodnie z tradycją przebiega następująco: wzdłuż Dunaju od Morza Czarnego do ujścia Sawy (rejon Belgradu), następnie wzdłuż Sawy do ujścia Kupy (rejon miasta Sisak), następnie wzdłuż Kupy aż do jej źródła (rejon Osilnicy), następnie przekracza pasmo Gorski kotar przez tzw. Bramę Liburnijską (chorw. i wł. Vrata) na południe od góry Risnjak i dochodzi do Morza Adriatyckiego w rejonie Rijeki. Oprócz tej najpopularniejszej konwencji były i są proponowane inne linie stanowiące granicę między Półwyspem Bałkańskim a resztą kontynentu, np. linia prosta styczna do brzegów Adriatyku i Morza Czarnego, a także linia łącząca Triest z Odessą.
Powierzchnia półwyspu – około 470 tys. km², długość – około 950 km, szerokość na północy – 1260 km. Najdalej na południe położoną częścią jest podrzędny Półwysep Peloponeski. Ukształtowanie powierzchni głównie górzyste, niziny głównie na wschodzie i w rejonach nadbrzeżnych. Klimat umiarkowany, śródziemnomorski, ciepły subtropikalny i morski. Roślinność śródziemnomorska, na północy środkowoeuropejska.
Pasma górskie Półwyspu Bałkańskiego należą do grupy alpidów (Góry Dynarskie i Bałkan) oraz hercynidów (Masyw Rodopski – Riła z najwyższym szczytem półwyspu – Musałą, Piryn i Rodopy, Hellenidy – Pindos i Szar Płanina).
Bałkany to także określenie regionu historyczno-kulturowego. Przy takim podejściu o przynależności danego kraju do Bałkanów decydują cechy kulturowe (np. język należący do ligi bałkańskiej, pewne elementy kultury ludowej), społeczne (np. wieloetniczność, współwystępowanie katolicyzmu, prawosławia i islamu) oraz historyczne (np. dawna przynależność do Cesarstwa Bizantyjskiego, zasiedlenie przez Słowian w VI wieku naszej ery, a przede wszystkim doświadczenie panowania tureckiego).
Najważniejsze rzeki:
- Dunaj
  - Wielka Morawa
    - Zachodnia Morawa
    - Południowa Morawa

  - Sawa
    - Drina
- rzeki pobrzeży:
  - Neretwa
  - Drin
  - Wardar
  - Struma
  - Marica

## Nazwa i historia
Nazwy Bałkany użył po raz pierwszy włoski pisarz Buonaccorsi Callimarco w 1490 na określenie łańcucha górskiego w Europie Południowej (Bałkanu). Wywodzi się ono od tureckiego słowa balkan oznaczającego góry. Angielski podróżnik, John Moritt, pod koniec XVIII wieku wprowadził ten termin do angielskiej literatury geograficznej. Od tego czasu zaczęto go odnosić do wyżynno-górzystego terenu leżącego pomiędzy morzami Adriatyckim i Czarnym. W 1808 niemiecki geograf, August Zeune, wymyślił nazwę Półwysep Bałkański, chcąc stworzyć pojęcie równoległe do nazw półwyspów Apenińskiego i Iberyjskiego. Nazwa Bałkany nadal funkcjonuje w geografii fizycznej jako określenie łańcucha górskiego położonego na Półwyspie Bałkańskim, na południe od Dunaju, między Żelazną Bramą a Morzem Czarnym. W języku potocznym termin ten zyskał jednak znacznie szersze znaczenie, wykraczające poza geograficzne pochodzenie. Bałkany to także region Europy pokrywający się mniej więcej z obszarem Półwyspu Bałkańskiego.